# Bundesrecht (Deutscher Bund)

Verfassungsdiagramm für den Deutschen Bund von 1815 bis 1866: einziges Bundesorgan war der Bundestag, die Vertretung der Gliedstaaten.

Das Bundesrecht des Deutschen Bundes galt sowohl für ihn selbst als auch für seine Gliedstaaten. Es bestand aus den Bundesgrundgesetzen (der Bundesverfassung) sowie aus Bundesgesetzen bzw. Bundesbeschlüssen. Obwohl der Deutsche Bund (1815–1866) allgemein als Staatenbund angesehen wird, stand sein Bundesrecht über dem Landesrecht der Mitgliedsstaaten. Dies ist bereits als ein bundesstaatliches Element des Deutschen Bundes anzusehen.
Beschränkt war das Bundesrecht in erster Linie durch den eng gefassten Bundeszweck: Der Bund sollte die innere und äußere Sicherheit Deutschlands gewährleisten. Eine sonstige Vereinheitlichung in Deutschland konnte allenfalls durch den Bund vorbereitet werden; die eigentliche Gesetzgebung geschah dann über das Landesrecht der Staaten.
Bundesrecht kam in aller Regel nur zustande, wenn mindestens eine der beiden Großmächte im Bund dahinterstand, also Österreich oder Preußen. Wenn sie sich sträubten, war auch die Handhabung des Bundesrechts fraglich. So weigerten sich beide Großmächte lange Zeit, Landesverfassungen zu erlassen, obwohl die Bundesverfassung dies verlangte.
In den Jahren 1848–1850 wurde versucht, den Deutschen Bund in einen deutschen Bundesstaat umzuwandeln bzw. ihn durch einen solchen zu ersetzen. Der Bundestag erklärte 1851 das in dieser Zeit entstandene Reichsrecht für ungültig. Das Bundesrecht selbst erlosch im Jahr 1866 mit der Auflösung des Deutschen Bundes. Das Bundesrecht wirkte danach jedoch gedanklich im Norddeutschen Bund bzw. im Kaiserreich nach.

## Charakter des Bundes

Landkarte mit den Staaten des Deutschen Bundes

In der Literatur wird der Deutsche Bund zuweilen als eine Mischung von Staatenbund und Bundesstaat angesehen, als ein Zwitter. Juristisch aber, so Michael Kotulla, kann der Charakter als Staatenbund nicht strittig sein, denn die deutschen Staaten behielten ausdrücklich ihre Souveränität: Der Bund hatte keine Staatsgewalt, sondern „lediglich eine völkerrechtsvertraglich vermittelte Vereinskompetenz“. Trotz der Präambel der Deutschen Bundesakte von 1815, laut der sich „die Fürsten“ zu einem Bund „vereinigen“, war der Deutsche Bund auch kein Fürstenbund. Vielmehr sind hier die Fürsten als Repräsentanten ihrer Staaten anzusehen.
Echte Bünde, ob Staatenbund oder Bundesstaat, gehen über das reine Bündnis oder eine Personalunion hinaus, heißt es bei Ernst Rudolf Huber. Sie werden durch eine innere Homogenität zusammengehalten; die Gliedstaaten haben einen ursprünglichen und eigenen Charakter, der sie von bloßen Verwaltungseinheiten unterscheidet. Echte Bünde sind für die Ewigkeit gegründet und nicht auflösbar. Gliedstaaten haben nicht das Recht auf Austritt. Die Gliedstaaten verbinden sich, um gemeinsam ihre Sicherheit und Unabhängigkeit besser zu wahren. Der Bundesvertrag ist gleichzeitig ein Verfassungsvertrag, er schafft ein Völkerrechtssubjekt sowie völkerrechtliche Beziehungen, aber auch staatsrechtliche Beziehungen zwischen den Gliedstaaten.
Allerdings können Staatenbünde unterschiedliche Formen annehmen. Der Gegensatz zwischen Staatenbund und Bundesstaat ist auch weniger scharf als in Lehrbüchern dargestellt: Der Staatenbund bestehe durch einen völkerrechtlichen Vertrag und sei ein Rechtsverhältnis, der Bundesstaat bestehe auf staatsrechtlicher Grundlage und sei ein Rechtssubjekt. Der Deutsche Bund war aber auch eine staatsrechtliche Einheit über den Gliedstaaten. Der Bund war ein Rechtssubjekt. Bereits Wilhelm von Humboldt beschrieb ihn treffend als Staatenbund mit bundesstaatlichen Elementen.
Die Souveränität der Gliedstaaten bestand fort, wie die beiden Bundesgrundgesetze feststellten. Souveränität bedeutet die höchste Entscheidungsmacht, sie bedarf der Effektivität und Legitimität der Machtanwendung. Im Falle des Deutschen Bundes lässt sich nicht klar antworten, dass die Gliedstaaten stets souverän gewesen seien: Sie waren dem Bundesrecht unterworfen und erlebten Machtmittel wie die Bundesintervention und die Bundesexekution. Der Bund konnte auch den Bundeskrieg erklären. Und doch war die Souveränität des Deutschen Bundes eingeschränkt: In der Verfassungswirklichkeit konnte er sich nicht gegen die Übermacht Österreichs und Preußens durchsetzen. Bundeskrieg, Bundesintervention und Bundesexekution waren nur denkbar, wenn wenigstens eine der beiden deutschen Großmächte das Mittel im konkreten Fall unterstützte. Daher half es auch nicht, dass die beiden Großmächte keinesfalls gemeinsam die Mehrheit im Bundestag hatten: Ohne oder gar gegen beide waren die Machtmittel nicht effektiv. Trotz der bundesstaatlichen Elemente war der Deutsche Bund also nicht souverän gegenüber allen Gliedstaaten und daher ein Staatenbund.

## Rechtsetzung
Im Deutschen Bund als einem Staatenbund ging man davon aus, dass grundsätzlich die Bundesglieder für das staatliche Leben zuständig waren. Die Zuständigkeit des Bundes musste ausdrücklich in der Bundesverfassung aufgeführt werden. So war der Bund nur für die innere und äußere Sicherheit Deutschlands und der Bundesglieder gegründet worden. Wegen dieses eng umgrenzten Bundeszweckes konnte der Bund sich nicht zum Bundesstaat weiterentwickeln. Viele Versuche einer Bundesreform bemühten sich daher darum, den Bundeszweck zu erweitern, nämlich um die Vereinheitlichung der rechtlichen, wirtschaftlichen und Verkehrsverhältnisse.
Weitere „gemeinnützige Anordnungen sonstiger Art“ (Art. VI DBA) konnten allenfalls im Deutschen Bund vorbereitet werden, die Umsetzung musste durch Landesgesetze erfolgen. In diesem Sinne unterscheidet Huber vom Bundesrecht die sogenannten Deutschen Gesetze. Zuweilen wurde eine gesamtdeutsche Regelung einer Materie als sinnvoll angesehen, doch sie lag außerhalb des Bundeszweckes. Ein Bundesgesetz war nicht möglich. Stattdessen haben die Gliedstaaten im Plenum des Bundestages einen Beschluss gefasst und dann die Gesetzgebung den Staaten überlassen. Derartige Beschlüsse gab es zur Allgemeinen Deutschen Wechselordnung von 1847 und zum Allgemeinen Deutschen Handelsgesetzbuch von 1861. Sie waren völkerrechtlich abgesicherte Vertragsgesetze, aber Landesrecht. Davon abgesehen kam es zur Rechtsvereinheitlichung und wirtschaftlichen Einigung Deutschlands auch gänzlich „am Deutschen Bund vorbei“ (Kotulla), etwa mit dem Deutschen Zollverein.
Das einzige Organ des Deutschen Bundes war der Bundestag. Dieses Gremium war nicht nur die Vertretung der Gliedstaaten, sondern übernahm alle anderen Funktionen, die in modernen Staaten auf mehrere Organe verteilt sind. Es gab also keine Bundesorgane, die man gesondert der Exekutive oder Legislative oder Judikative hätte zuordnen können. So gab es auch keine Gewaltenteilung und keine eigentliche Unterscheidung in Bundesgesetze einerseits (von einem Parlament zu beschließen) und Bundesbeschlüssen oder Erlassen (von einer Regierung zu erlassen). Die Bezeichnungen Bundesgesetz und Bundesbeschluss wurden teilweise synonym verwendet. Allerdings blieb der Ausdruck Gesetz meist den Beschlüssen vorbehalten, die allgemeines Recht setzten und nicht bloße Einzelfälle behandelten.

## Bundesverfassung

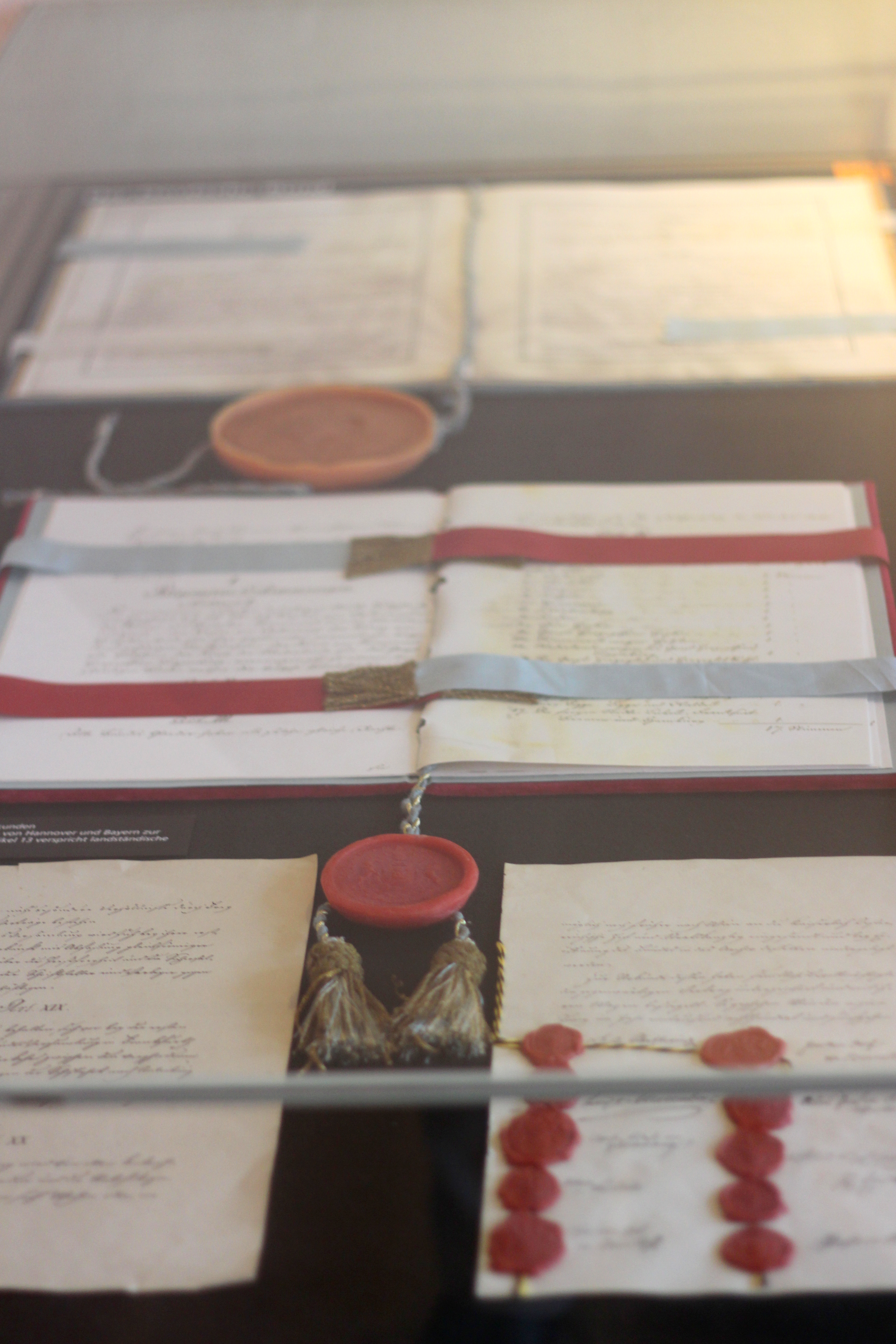
Deutsche Bundesakte in der Rastätter Erinnerungsstätte

Zwei Bundesgesetze gelten unbestritten als Bundesverfassungsgesetze, die auch Bundesgrundgesetze oder Grundgesetze des Bundes genannt wurden:
- die Deutsche Bundesakte (DBA) von 8. Juni 1815, die den Bund überhaupt gründete und auch Teil des damaligen Wiener Friedenswerks war
- die Wiener Schlussakte (WSA) vom 15. Mai 1820, benannt nach den Wiener Ministerialkonferenzen, auf denen sie beraten wurde

Die DBA von 1815 bezeichnete sich selbst nicht direkt als Grundgesetz, erwähnte aber bereits die „Abfassung und Abänderung von Grundgesetzen“ und die Prozedur dazu (Art. VI). In Art. X wird die Abfassung von Grundgesetzen als nächstliegende Verfassungsaufgabe genannt. Deutlicher wird die WSA von 1820. Sie geht auf die Verfassungsaufgabe von 1815 ein und nennt in Art. III die DBA ausdrücklich „das erste Grundgesetz dieses Vereins“. Abschließend spricht die WSA davon, dass sie selbst durch förmlichen Bundesbeschluss zum Grundgesetz erhoben wird.
Damit ist aber die Frage nach der Bundesverfassung nicht abschließend beantwortet. Materielles Verfassungsrecht kann auch außerhalb einer formellen Verfassungsurkunde stehen; im Kaiserreich waren dies zum Beispiel die Bestimmungen zu Elsaß-Lothringen und noch heute in der Bundesrepublik das Bundeswahlgesetz. Im Deutschen Bund, so Michael Kotulla, sind die Bundesgrundgesetze nie offiziell definiert worden. Einer Bundestagskommission 1819 zufolge seien als Grundgesetze „diejenigen vertragsmäßigen Bestimmungen zu betrachten, welche die Errichtung des Bundes, den Verein seiner Glieder die Festsetzung seines Zweckes, so wie der Rechte der Gesammtheit, der Theilnahme der einzelnen Bundesglieder an deren Ausübung, der Verpflichtung derselben gegen den Bund und der Verbindlichkeiten dieses gegen sie, endlich des Rechts, die Bundesangelegenheiten zu besorgen, betreffen“. Diese Einschätzung wurde allerdings vom Bundestag nicht formell beschlossen.
Man kann die Bundesgrundgesetze auch nicht formell von übrigen Gesetzen oder Beschlüssen abgrenzen, indem man danach fragt, wie sie zustande kommen. Laut DBA (Art. VI, VII) benötigte man einen einstimmigen Beschluss des Bundestagsplenums nicht nur für Verfassungsänderungen, sondern auch für die „organischen Einrichtungen“ des Bundes. Damit sind die Einrichtungen gemeint, die der Bund zur Erfüllung des Bundeszweckes benötigte.
In den Jahren zwischen 1815 und 1820 gelang es den Staaten nicht, sich auf die Militärorganisation des Bundes zu einigen. Die WSA machte es dem Bundestag zur Aufgabe, die organischen Einrichtungen über das Militärwesen zu beschließen (Art. 51). Das geschah 1821 und 1822 mit zwei Bundesbeschlüssen. Die Bestimmungen bezeichnet man gemeinhin als Bundeskriegsverfassung.

## Reichsrecht 1848/1849 und Auflösung des Bundes

Institutionen im revolutionären Deutschland: Entstehung der Nationalversammlung März bis Mai 1848

Institutionen im revolutionären Deutschland: vom Bundestag zur Reichsregierung

Im Jahr 1848 kam es in vielen deutschen Staaten zur Märzrevolution. Auf Grundlage des Bundesrechts (dem „Bundeswahlgesetz“ von 1848) wurde die Frankfurter Nationalversammlung gewählt. Sie beschloss eine vorläufige Verfassungsordnung (Zentralgewaltgesetz), betrachtete sich selbst als Reichsparlament und setzte eine vorläufige Reichsregierung (Provisorische Zentralgewalt) ein. Der Bundestag stellte am 12. Juli seine Tätigkeit ein, zugunsten der Reichsregierung.
Diese Entwicklung hatte zweifelsohne eine revolutionäre Komponente: Ohne den Aufruhr in der Bevölkerung hätten die Staaten und damit der Bund ihr nicht zugestimmt. Allerdings konnte man im entstehenden Deutschen Reich von 1848/1849 auch den umbenannten und veränderten Deutschen Bund sehen. Durch ihr Handeln und den erwähnten Bundesbeschluss vom 12. Juli erkannten die Staaten die Entwicklung an.
Das damals gesetzte Reichsrecht ist demnach mit Bundesrecht gleichzusetzen. Als die Staaten im Sommer 1851 den Deutschen Bund vollständig wiederherstellten, hielten sie es für geboten, das Reichsrecht ausdrücklich für aufgehoben zu erklären. Im Bundesreaktionsbeschluss wiesen sie auch die Staaten dazu an, Landesrecht aufzuheben, wenn es den beiden Bundesgrundgesetzen widersprach. Mit einem gesonderten Beschluss wandte sich der Bundestag vor allem gegen die Grundrechte des deutschen Volkes vom 27. November 1848.
Im Jahr 1866 wurde der Deutsche Bund aufgelöst. Damit erlosch sein Bundesrecht. Der Norddeutsche Bund von 1867 – kein Staatenbund, sondern ein Bundesstaat – schuf eigenes Bundesrecht. Dabei übernahm er inhaltlich viele Gesetze oder vorbereitete Rechtsvereinheitlichungen aus der Zeit des Deutschen Bundes. Beispiele sind die Allgemeine Deutsche Wechselordnung, die Norddeutsche Maß- und Gewichtsordnung sowie das Bundeswahlgesetz von 1869, das sich am Frankfurter Reichswahlgesetz von 1849 orientierte.

## Wichtige Bundesgesetze und Bundesbeschlüsse
- Karlsbader Beschlüsse 1819, mit einem Universitätsgesetz, Pressegesetz und der Bestellung einer Centralbehörde zur Untersuchung von revolutionären Umtrieben
- Sechs Artikel 1832 und Zehn Artikel 1834 zur Unterdrückung von Freiheitsbestrebungen (Wiener Ministerialkonferenz 1834)
- Bundestagsbeschlüsse 1848, Auswahl aus den zahlreichen Beschlüssen der ersten Jahreshälfte
- Bundeswahlgesetz vom März/April 1848, wodurch die Frankfurter Nationalversammlung gewählt wurde
- Bundesbeschluß über die Übertragung der Zuständigkeiten des Bundestags auf den Reichsverweser, 12. Juli 1848
- Bundesreaktionsbeschluss 1851, der die Errungenschaften der Revolutionszeit rückgängig machen sollte
- Gesetze der Reaktionsära von 1854, mit Bundespressegesetz und Bundesvereinsgesetz
- Bundesexekution gegen die Herzogtümer Holstein und Lauenburg von 1863, am Vorabend des Deutsch-Dänischen Krieges 1864
- Bundesbeschluss über die Mobilmachung des Bundesheeres gegen Preußen vom 14. Juni 1866, der letzte Bundesbeschluss

## Belege
1. ↑  Michael Kotulla: Deutsche Verfassungsgeschichte. Vom Alten Reich bis Weimar (1495–1934). Springer, Berlin 2008, S. 329.
2. ↑  Ernst Rudolf Huber: Deutsche Verfassungsgeschichte seit 1789. Band I: Reform und Restauration 1789 bis 1830. 2. Auflage, W. Kohlhammer, Stuttgart [u. a.] 1967, S. 658–661.
3. ↑  Ernst Rudolf Huber: Deutsche Verfassungsgeschichte seit 1789. Band I: Reform und Restauration 1789 bis 1830. 2. Auflage, W. Kohlhammer, Stuttgart [u. a.] 1967, S. 661–665.
4. ↑  Ernst Rudolf Huber: Deutsche Verfassungsgeschichte seit 1789. Band I: Reform und Restauration 1789 bis 1830. 2. Auflage, W. Kohlhammer, Stuttgart [u. a.] 1967, S. 666–668.
5. ↑  Ernst Rudolf Huber: Deutsche Verfassungsgeschichte seit 1789. Band I: Reform und Restauration 1789 bis 1830. 2. Auflage, Verlag W. Kohlhammer, Stuttgart [u. a.] 1967, S. 602/603.
6. ↑  Michael Kotulla: Deutsche Verfassungsgeschichte. Vom Alten Reich bis Weimar (1495–1934). Springer, Berlin 2008, S. 397.
7. ↑  Nach Michael Kotulla: Deutsche Verfassungsgeschichte. Vom Alten Reich bis Weimar (1495–1934). Springer, Berlin 2008, S. 335.
8. ↑  Ernst Rudolf Huber: Deutsche Verfassungsgeschichte seit 1789. Band I: Reform und Restauration 1789 bis 1830. 2. Auflage, W. Kohlhammer, Stuttgart [u. a.] 1967, S. 610.